# اماویل (مینه‌سوتا)
اماویل (به انگلیسی: Emmaville) یک منطقهٔ مسکونی در ایالات متحده آمریکا است که در مینه‌سوتا واقع شده‌است. اماویل ۴۷۳٫۹۷ متر بالاتر از سطح دریا واقع شده‌است.